# Пищаль

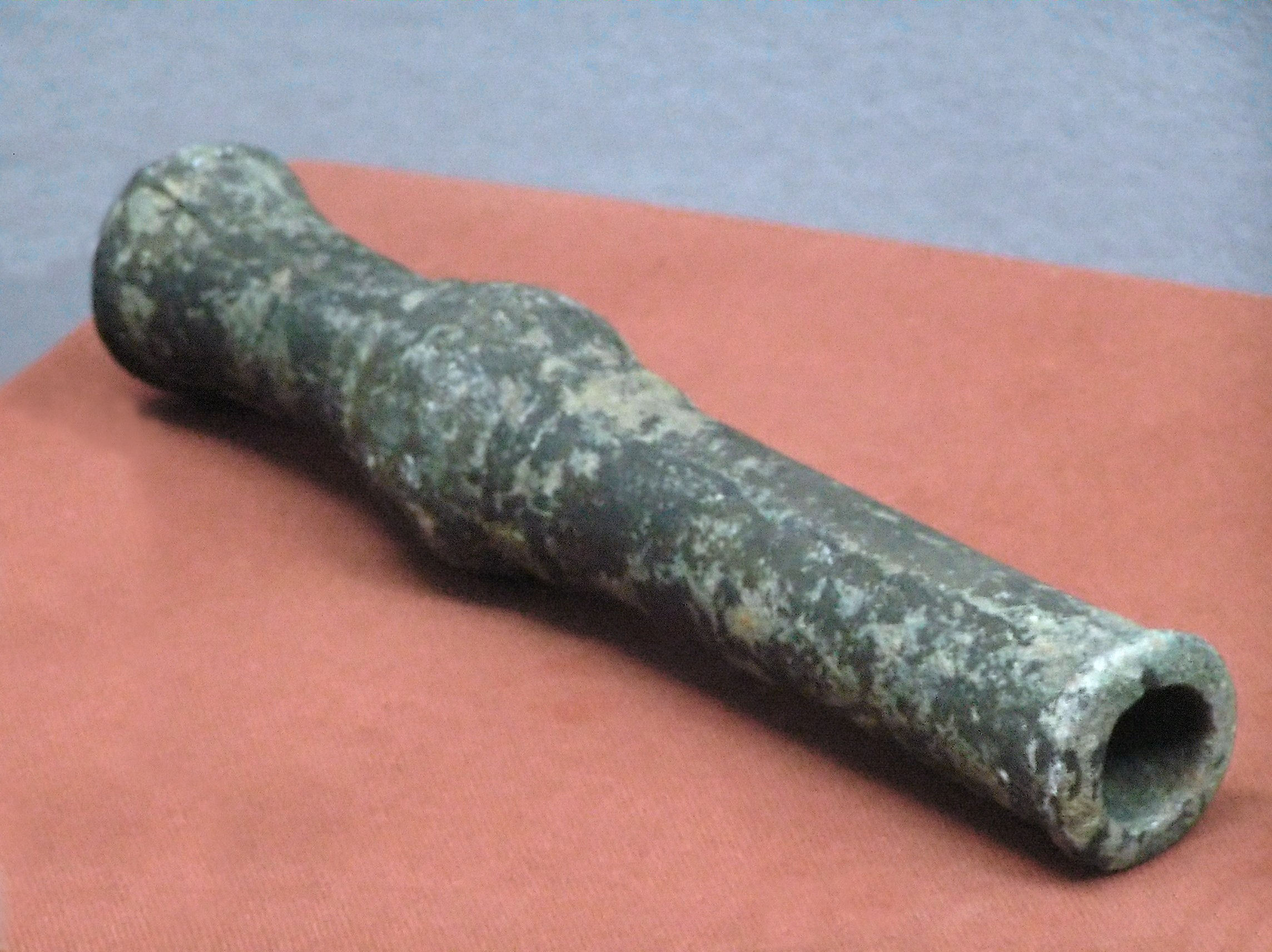
Ручна зброя в період монгольської Династії Юань приблизно (1271—1368)

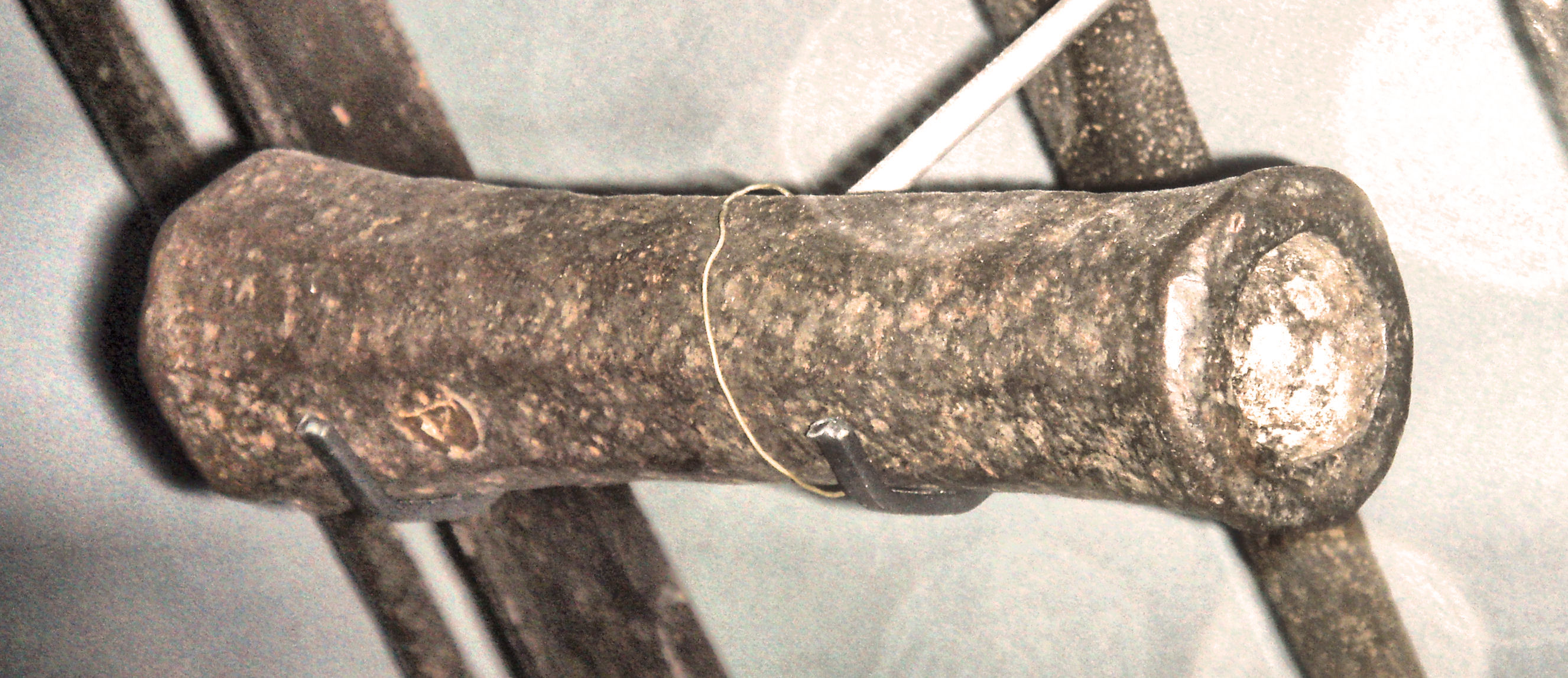
Європейський зразок ручної зброї, приблизно 1380

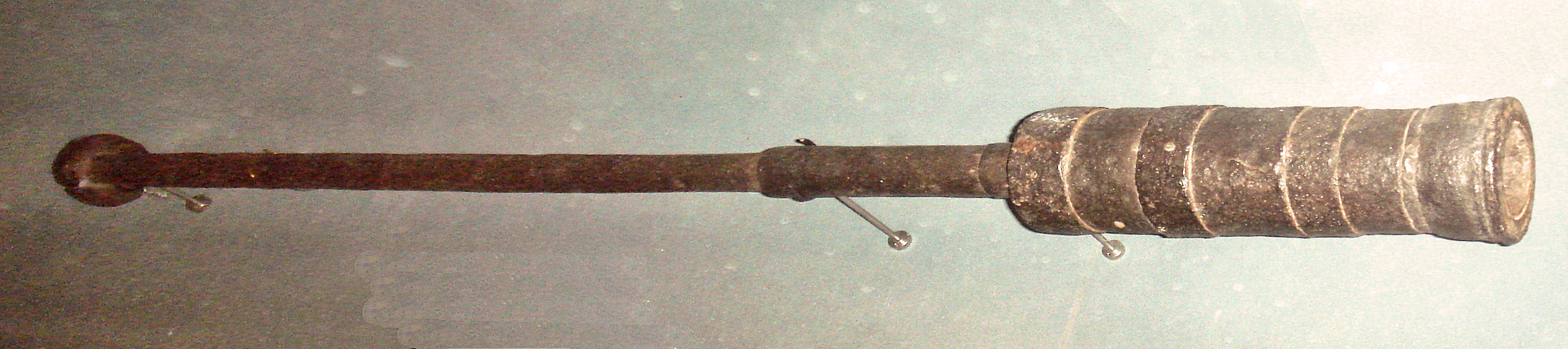
Ручна бомбарда (1390—1400), «Музей Армії», Париж

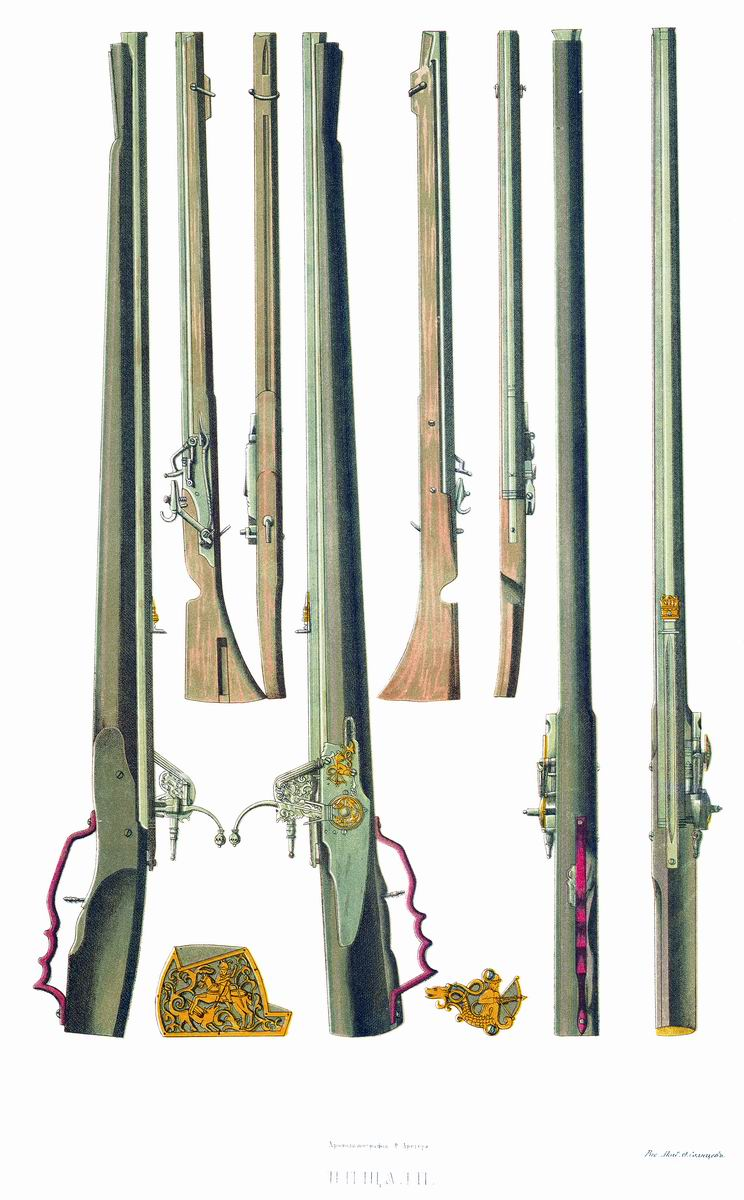
Затинна и завісна пищалі

Пища́ль — загальна назва ранніх зразків середньо- та довгоствольної вогнепальної зброї на озброєнні московитського війська в 15—17 ст., яку широко використовувала і козача піхота. Також пищаллю називали старовинну гармату.

## Історія
Пищалі, які з'явилися в останній чверті XIV століття, використовувалися для прицільної стрільби по живій силі та укріпленнях. Саме слово «пищаль» (д.-рус. пищаль < прасл. *pisčalь) означає «сопілка» та відоме в слов'янських джерелах з XI століття; щодо вогнепальної зброї цей термін вперше згадується близько 1399 року. У старочеській мові словом píšťala («сопілка») теж називався один з видів вогнепальної зброї; і згідно з найпоширенішою версію, до нього сходить і «пістоль», «пістолет».
Існували як ручні пищалі (відомі під назвами ручниця, самопал, недомірок), так і фортечні, призначені для стрільби зі стін укріплення, триноги чи лафета. Словом пищаль також нерідко називали гармати. Розрізняли різноманітні види пищалей: фортечні, облогові, стінопробивні, полкові, польові; залізні, сталеві, мідні, бронзові, чавунні. Як снаряди використовувалися, переважно, залізні або чавунні ядра (для ручних пищалей — кулі).
Спочатку конструкція пищалей була дуже схожою. Відмінності в конструкції з'явилися наприкінці XV століття з винаходом ґнотових замків. В XVI столітті з'явилися ручні кременеві пищалі, які перебували на озброєнні до XVIII століття. Фактично, це був руський варіант мушкета. Такі пищалі вийшли з ужитку при реформі армії, що проводилася Петром I.
На Русі з 1408 року пищалі згадуються як облогова артилерія, з 1450 — гармати для оборони міст, а з 1480 пищалями називається не тільки артилерія, а й стрілецька зброя (аркебузи). У 1511 вперше згаданий «пищальний наряд».
На території Південно-Західної Русі (України) пищалі вперше згадуються 1471 року: розповідається, що в замках у Вінниці і Чуднові було по дві пищалі. Українські пищалі ділилися на два типи: легші «рушниці» та важчі «гаківниці».
Використання пищалей у війську Острозького було одним із ключових явищ що призвело до поразки Московського війська під Оршею.
Артилерійські пищалі, відлиті в Московській гарматній мануфактурі в останній чверті XV століття, мали довжину 18-23 калібрів. У XVI столітті існувало багато пищалей різних калібрів, наприклад, в описі 1582 згадані пищалі 28 калібрів від 1/8 гривні до пуда. Надалі відбувався відбір найбільш раціональних конструкцій, в результаті «Описная книга пушек и пищалей» 1626—1647 згадує про пищалі 14 калібрів від 1/2 до 8 гривень.
У Московському царстві в XVI столітті ручна пищаль з ґнотовим замком була аналогом західноєвропейського мушкета. У XVI столітті калібр ручних пищалей в середньому коливався від 11 до 15 мм. Солдатів, озброєних ручними пищалями, називали пищальниками, пізніше їх змінили стрільці. Одні пищалі відрізнялися високою якістю (нарочиті), інші — ні (худі). При Василі III в Іран було відправлено 30 тисяч пищалей.
З середини XVII століття відзначено власне виробництво гвинтівкових пищалей, які раніше іноді закуповувалися в Європі.
«Сороковими пищалями» в Московській державі називалися органні гармати, що являли собою багатоствольну зброю.
Ґнотові й кременеві пищалі були в ужитку до XVIII століття.

## У культурі
- В українському фольклорі згадується «семип'ядна пищаль»: «Хведора Безрідного ховали. Руський „Отченаш“ читали, в семип'ядні пищалі гримали» (дума про Федора Безрідного)[3], «Семип'ядную пищаль підняв і орлам сизоперим кулю на подарунок подарував»[14].